# Mniadelphus kraussei
Mniadelphus kraussei là một loài Rêu trong họ Hookeriaceae. Loài này được Lorentz mô tả khoa học đầu tiên năm 1864.